# Mesembrinella peregrina
Mesembrinella peregrina är en tvåvingeart som beskrevs av Aldrich 1922. Mesembrinella peregrina ingår i släktet Mesembrinella och familjen spyflugor. Inga underarter finns listade i Catalogue of Life.